# 아서 케일리
아서 케일리(영어: Arthur Cayley IPA: [ˈɑː(ɹ)θə(ɹ) ˈkeɪli] FRS, 1821년 8월 16일 ~ 1895년 1월 26일)는 영국의 법률가이자 수학자이다. 대학 졸업 후 25세에 14년 동안 법률가로서 활동하였다. 그 후 40대 이후에 드디어 본격적으로 전문수학자로서 활동하기 시작했다.
상대성 이론에서 4차원의 개념을 뚜렷하게 만들고, 기하 공간이 점과 선으로만 이루어진다고 한정하는 것을 벗어나게 했다. 또 행렬의 대수를 발전시켰고, 기하학에서도 많은 업적을 쌓았다. 1884년에 드 모르간 메달을 수상했다. 윌리엄 로언 해밀턴의 제자로서 해밀턴과 함께 케일리-해밀턴 정리를 발견하고, 해밀턴의 사원수를 발전시켜서 팔원수를 고안하기도 했다. 윌리엄 로언 해밀턴의 친구인 아일랜드의 수학자 존 토머스 그레이브스(영어: John Thomas Graves, 1806~1870)는 사원수를 확장하려는 시도 끝에 데겐의 여덟 제곱수 항등식을 재발견하였고, 이를 기반으로 한 팔원수를 고안하였다.
그러나 아서 케일리는 1845년에 이와는 독립적으로 팔원수를 발견하여 발표하였다.
아서 케일리의 팔원수는 사원수 대수에 케일리-딕슨 구성을 가하여 얻어진다.
제임스 조지프 실베스터와는 친구로, 실베스터가 런던을 방문할때면, 함께  Lincoln's Inn, London(런던법학원,영국법조원 비영리협회)에서 자주 거닐며, 불변식론을 논의하곤 했다.
다비트 힐베르트가 힐베르트의 불변식론을 전개할 때 케일리의 오메가 프로세스를 사용하였다.

## 케일리의 오메가 프로세스
{\displaystyle n^{2}}, 변수로 {\displaystyle x_{ij}}를 갖는 미분 연산자를 가정하면, 오메가 연산자(operator)가 다음과 같이 주어진다.
{\displaystyle \Omega ={\begin{vmatrix}{\frac {\partial }{\partial x_{11}}}&\cdots &{\frac {\partial }{\partial x_{1n}}}\\\vdots &\ddots &\vdots \\{\frac {\partial }{\partial x_{n1}}}&\cdots &{\frac {\partial }{\partial x_{nn}}}\end{vmatrix}}}
2변수다항식의 2차 불변식의 경우, {\displaystyle f}는 {\displaystyle x_{1},y_{1}} 그리고 다른 함수 {\displaystyle g} 의 {\displaystyle 2}개의 변수{\displaystyle x_{2},y_{2}}에 대해 Ω(오메가)연산자는
{\displaystyle {\frac {\partial ^{2}fg}{\partial x_{1}\partial y_{2}}}-{\frac {\partial ^{2}fg}{\partial x_{2}\partial y_{1}}}} 이고,

{\displaystyle {\begin{vmatrix}{{\partial f} \over {\partial x_{1}}}&{{\partial f} \over {\partial y_{1}}}\\{{\partial g} \over {\partial x_{2}}}&{{\partial g} \over {\partial y_{2}}}\end{vmatrix}}=\Omega ^{2}(f,g)}로 예약해보면,
{\displaystyle 2-fold}(중){\displaystyle \,\Omega process} ,즉 {\displaystyle \Omega ^{2}(f,g)}는 {\displaystyle x} 그리고 {\displaystyle y}의 변수에 의해 {\displaystyle 2}개의 {\displaystyle f} 와 {\displaystyle g} 가
1. {\displaystyle f}의 {\displaystyle x_{1},y_{1}} 그리고 {\displaystyle g}의 {\displaystyle x_{2},y_{2}}로 변환한다.
2. {\displaystyle \Omega }에 {\displaystyle r}승을 해주면, {\displaystyle 4}개의 변수들({\displaystyle x_{1},y_{1},x_{2},y_{2}})에 의해서 {\displaystyle f\cdot g}가 성립한다.
3. {\displaystyle x_{1},x_{2}}와 {\displaystyle x}를, {\displaystyle y_{1},y_{2}}와 {\displaystyle y}를 대입한다.

{\displaystyle r-fold\,\Omega process} ,즉 {\displaystyle \Omega ^{r}(f,g)} 또는 {\displaystyle r-th} Transvectant({\displaystyle tr\Omega ^{r}})로 불리는 {\displaystyle (f,g)^{r}}가 되겠다.

## 같이 보기
- 케일리의 정리(케일리의 공식)
- 케일리-해밀턴 정리
- 케일리 그래프
- 팔원수
- 케일리-딕슨 구성
- 제임스 조지프 실베스터
- 불변식론 (영어)
- 케일리의 오메가 프로세스 (영어)
- 힐베르트 공간